# Northgate
Northgate és una concentració de població designada pel cens dels Estats Units a l'estat d'Ohio. Segons el cens del 2000 tenia 8.016 habitants.

## Demografia
Segons el cens del 2000, Northgate tenia 8.016 habitants, 2.747 habitatges, i 2.214 famílies. La densitat de població era de 1.228,2 habitants/km².
Dels 2.747 habitatges en un 39,3% hi vivien nens de menys de 18 anys, en un 65,4% hi vivien parelles casades, en un 10,8% dones solteres, i en un 19,4% no eren unitats familiars. En el 16,5% dels habitatges hi vivien persones soles el 7,7% de les quals corresponia a persones de 65 anys o més que vivien soles. El nombre mitjà de persones vivint en cada habitatge era de 2,87 i el nombre mitjà de persones que vivien en cada família era de 3,21.
Per edats la població es repartia de la següent manera: un 27,4% tenia menys de 18 anys, un 8,3% entre 18 i 24, un 29,9% entre 25 i 44, un 23,1% de 45 a 60 i un 11,4% 65 anys o més.
L'edat mediana era de 36 anys. Per cada 100 dones de 18 o més anys hi havia 95,7 homes.
La renda mediana per habitatge era de 52.872 $ i la renda mediana per família de 60.000 $. Els homes tenien una renda mediana de 38.558 $ mentre que les dones 26.943 $. La renda per capita de la població era de 21.799 $. Aproximadament el 2,7% de les famílies i el 3,7% de la població estaven per davall del llindar de pobresa.

## Poblacions més properes
El següent diagrama mostra les poblacions més properes.